# 맨발의 억순이
"맨발의 억순이"는 한국에서 제작된 장현수 감독의 1976년 영화이다. 허진 등이 주연으로 출연하였고 이전철 등이 제작에 참여하였다.

## 출연

### 주연
- 허진
- 박남옥
- 조재성